# 境内摂社
境内摂社（けいだいせっしゃ）は、
1. 神道において、神社の境内にある小さな社をいう。祭神としては、本社の祭神の荒魂（あらみたま）や后神・御子神、祭神と関係のある神や現社地の地主神（じぬしがみ）などが祀られる。詳細は摂末社を参照。
2. 日本の寺院において、境内に仏教を守護する神々（日本の神々やインド天部の神々）を祀る社として設置されたもの。